# Monte della Perticara
Il monte della Perticara (889 m) è una montagna del medio Appennino cesenate e riminese, posizionata sullo spartiacque tra le valli dei fiumi Uso, a nord, e Marecchia a sud. È storicamente marchigiano, amministrativamente fino al 2009.
Il nome deriva da quello dell'omonima frazione del comune di Novafeltria, situata poco più a occidente. Tuttavia, esso non è il rilievo che domina sull'abitato: il monte Aquilone (833 m), nonostante sia più basso rispetto al monte della Perticara, ne copre la vista dalla frazione.
Dal versante settentrionale del monte dalla Perticara, incluso nel comune di Mercato Saraceno in provincia di Forlì-Cesena, nasce il fiume Uso che, dopo un tortuoso percorso di circa 49 chilometri, sfocia nel mare Adriatico nei pressi di Bellaria.